# Bergungsbeil

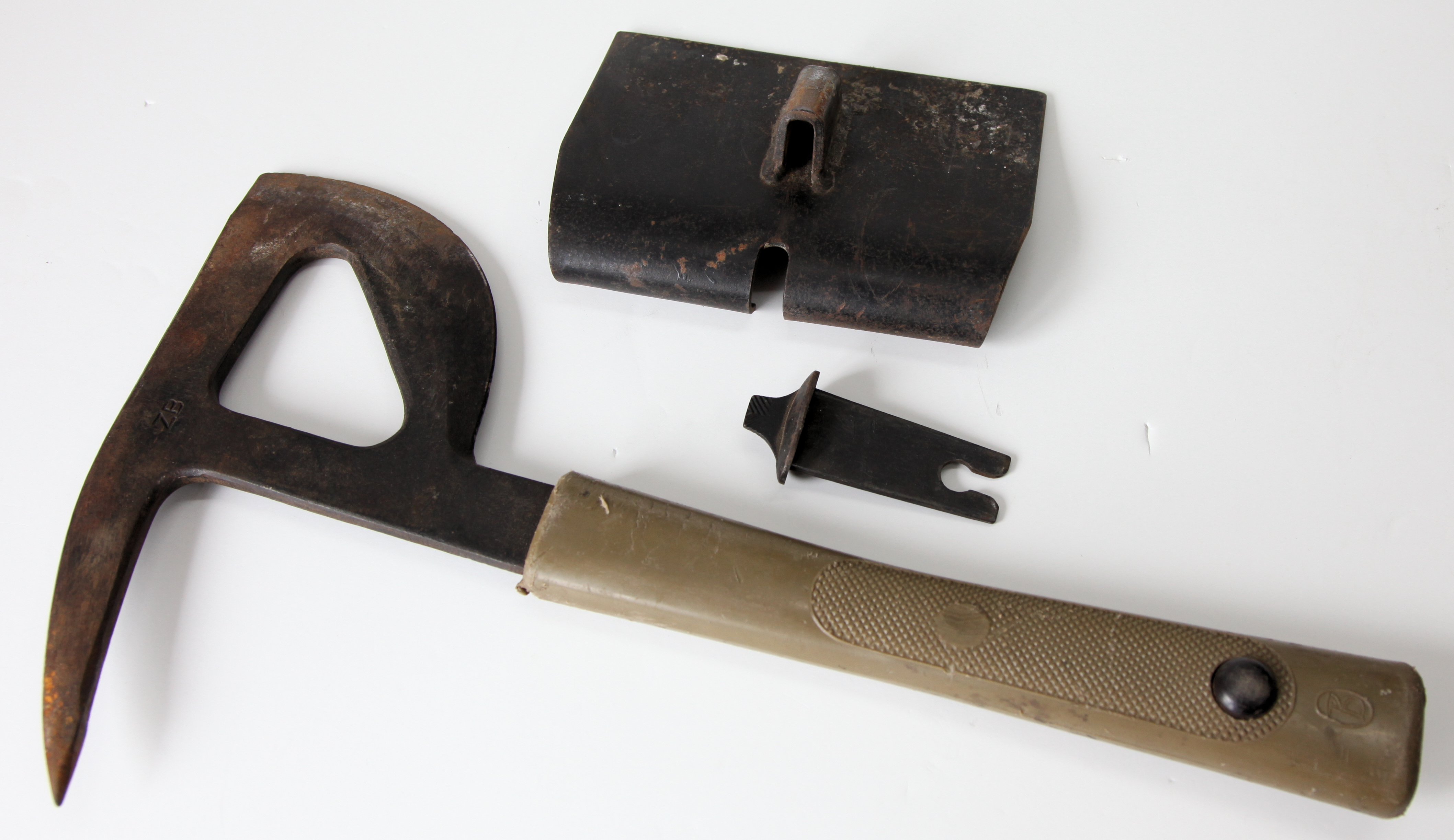
Teile des Bergungsbeils (ohne Sägeblatt)

Das Bergungsbeil (umgangssprachlich auch als „Bergebeil“ bezeichnet) ist Ausrüstungsgegenstand beim Technischen Hilfswerk und dient als Mehrzweckwerkzeug für Erkundungs- und Suchaufgaben sowie bei Rettung und Bergung. Die Idee basiert auf einem aus Ganzmetall hergestellten Spitzbeil mit isoliertem Griff der kanadischen Luftwaffe aus dem Zweiten Weltkrieg.

## Kurzbeschreibung

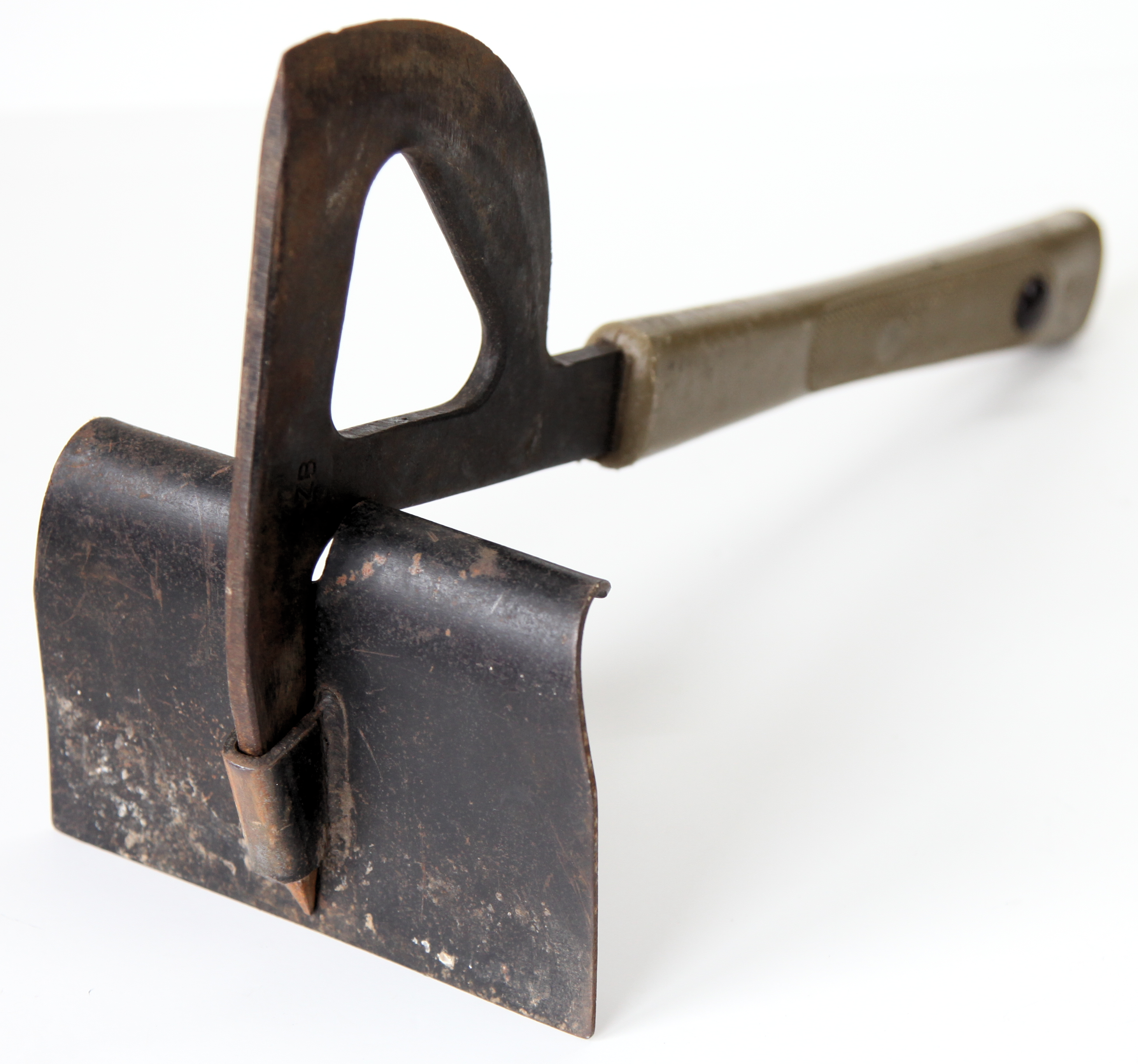
Bergungsbeil mit aufgesetzter Räumkratze

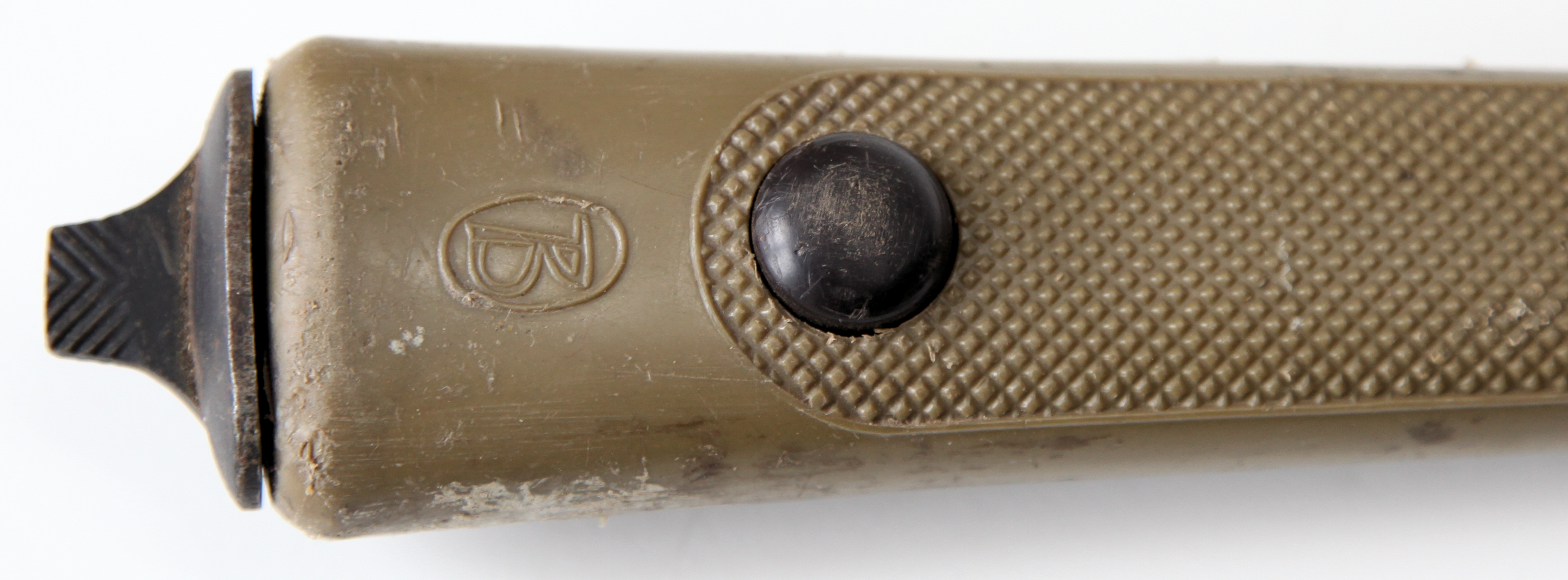
Handgriff mit eingesetztem Schraubenzieher

Das Werkzeug wiegt insgesamt (ohne Tasche) etwa 1.650 g und besteht aus vier Teilen und wird üblicherweise in einer Tasche aufbewahrt, die aus Stoff, Leder oder Kunststoff besteht. Das (gummierte) Handstück ist ca. 40 cm lang und kann als Brechwerkzeug ähnlich einem Halligan-Tool und zum Ziehen von Lasten eingesetzt werden. Am Kopfende befindet sich eine Spitzhacke und ein (stumpfes) Beil. Am unteren Griffende befindet sich eine Aufnahme mit Bolzensicherung für Werkzeug. Hier kann ein Schlitzschraubenzieher oder ein Stichsäge-Sägeblatt aus Hartmetall eingesetzt werden. Der Schraubenzieher kann zum Zertrümmern von Fensterscheiben etc. benutzt werden. Bei eingesetztem Sägeblatt dient der offene Ausschnitt im Beil als zusätzlicher Handgriff, wobei die Spitze der Hacke nach unten weisen muss. Mit dem Sägeblatt kann Holz, Metall und Verbundsicherheitsglas (Glassäge) gesägt werden. Mit aufgesetztem Kratzschild kann das Werkzeug als Hacke oder ähnlich einem Klappspaten benutzt werden.